# Almaraz
Almaraz es un municipio español de la provincia de Cáceres, en la comunidad autónoma de Extremadura. Situado en el noreste de la provincia, en la mancomunidad del Campo Arañuelo, se encuentra junto a la A-5, autovía que une Madrid con Badajoz, y el embalse de Almaraz, un embalse sobre el río Tajo. A mediados de siglo XX, esto hizo de Almaraz el lugar adecuado para instalar la central nuclear de Almaraz, que aún sigue funcionando. Cuenta con una población de 1615 habitantes (INE 2024).
Almaraz fue en otro tiempo una villa con señorío y tuvo importancia en varios momentos de la historia. En la actualidad, este municipio es conocido, además de por la central nuclear, por el castillo de Almaraz, la fortaleza de aquel señorío, de la cual se conserva la torre del homenaje.

## Símbolos
El escudo heráldico de Almaraz fue aprobado mediante la «Orden de 25 de mayo de 2004 por la que se aprueba el Escudo Heráldico, para el Ayuntamiento de Almaraz», publicada en el Diario Oficial de Extremadura el 22 de junio de 2004 luego de haber aprobado el escudo el ayuntamiento el 20 de noviembre de 2003 y haber emitido informe el Consejo Asesor de Honores y Distinciones de la Junta de Extremadura el 29 de abril de 2004. Este escudo se define así:

Escudo partido. Primero, de oro una banda de azur, engolada en dragantes de sinople, lampasados de gules. Segundo, de gules, un creciente de plata. En campaña ondas de plata y azur. Al timbre, corona real de España.

Posteriormente, el actual escudo heráldico de Almaraz fue aprobado mediante la «Orden de 28 de abril de 2005 por la que se aprueba el Escudo Heráldico, para el Ayuntamiento de Almaraz», publicada en el Diario Oficial de Extremadura el 21 de mayo de 2005 luego de haber aprobado el escudo el ayuntamiento el 26 de noviembre de 2004 y haber emitido informe el Consejo Asesor de Honores y Distinciones de la Junta de Extremadura el 21 de abril de 2005. El escudo se define así:

Escudo partido, primero, de oro, una banda de azur engolada en dragantes de sinople. Bordara de gules, con ocho aspas, de oro. Segundo, de gules, un creciente de plata. En campaña, ondas de plata y azur. Al timbre, corona real cerrada.

## Geografía física
Se encuentra en el límite suroeste del Campo Arañuelo, encajonado entre el embalse de Almaraz al oeste (donde se encuentra la central nuclear), el río Tajo al sur y la sierra de Almaraz al este (que llega hasta los 560 m de altitud). Está atravesado por la autovía del Suroeste (entre los pK 193 y 200) y la antigua N-5. Dista 98 km de la capital cacereña y se alza a 277 m sobre el nivel del mar. Las dehesas ribereñas del Tajo y la cercana sierra dominan buena parte del paisaje. 

### Localización
| Noroeste: Saucedilla          | Norte: Saucedilla       | Noreste: Belvís de Monroy   |
| Oeste: Saucedilla, Romangordo |                         | Este: Belvís de Monroy      |
| Suroeste: Romangordo          | Sur: Higuera de Albalat | Sureste: Valdecañas de Tajo |

### Clima
De acuerdo a los datos de la tabla a continuación y a los criterios de la clasificación climática de Köppen modificada Almaraz tiene un clima de tipo Csa (templado con verano seco y caluroso).
| Parámetros climáticos promedio de Almaraz en el periodo 1967-1981 | Parámetros climáticos promedio de Almaraz en el periodo 1967-1981 | Parámetros climáticos promedio de Almaraz en el periodo 1967-1981 | Parámetros climáticos promedio de Almaraz en el periodo 1967-1981 | Parámetros climáticos promedio de Almaraz en el periodo 1967-1981 | Parámetros climáticos promedio de Almaraz en el periodo 1967-1981 | Parámetros climáticos promedio de Almaraz en el periodo 1967-1981 | Parámetros climáticos promedio de Almaraz en el periodo 1967-1981 | Parámetros climáticos promedio de Almaraz en el periodo 1967-1981 | Parámetros climáticos promedio de Almaraz en el periodo 1967-1981 | Parámetros climáticos promedio de Almaraz en el periodo 1967-1981 | Parámetros climáticos promedio de Almaraz en el periodo 1967-1981 | Parámetros climáticos promedio de Almaraz en el periodo 1967-1981 | Parámetros climáticos promedio de Almaraz en el periodo 1967-1981 |
| Mes | Ene.                                                              | Feb.                                                              | Mar.                                                              | Abr.                                                              | May.                                                              | Jun.                                                              | Jul.                                                              | Ago.                                                              | Sep.                                                              | Oct.                                                              | Nov.                                                              | Dic.                                                              | Anual                                                             |
| --- | ----------------------------------------------------------------- | ----------------------------------------------------------------- | ----------------------------------------------------------------- | ----------------------------------------------------------------- | ----------------------------------------------------------------- | ----------------------------------------------------------------- | ----------------------------------------------------------------- | ----------------------------------------------------------------- | ----------------------------------------------------------------- | ----------------------------------------------------------------- | ----------------------------------------------------------------- | ----------------------------------------------------------------- | ----------------------------------------------------------------- |
| Temp. media (°C) | 6.5                                                               | 8.9                                                               | 11.5                                                              | 14.9                                                              | 19.2                                                              | 24.0                                                              | 29.0                                                              | 28.3                                                              | 23.0                                                              | 17.5                                                              | 10.6                                                              | 6.6                                                               | 16.7                                                              |
| Precipitación total (mm) | 111.1                                                             | 80.4                                                              | 71.8                                                              | 63.5                                                              | 44.6                                                              | 29.4                                                              | 9.2                                                               | 10.6                                                              | 43.6                                                              | 81.1                                                              | 63.9                                                              | 98.1                                                              | 707.1                                                             |
| Fuente: Ministerio de Agricultura, Alimentación y Medio Ambiente. Datos de precipitación para el periodo 1968-1981 y de temperatura para el periodo 1967-1981 en Almaraz |                                                                   |                                                                   |                                                                   |                                                                   |                                                                   |                                                                   |                                                                   |                                                                   |                                                                   |                                                                   |                                                                   |                                                                   |                                                                   |

## Historia

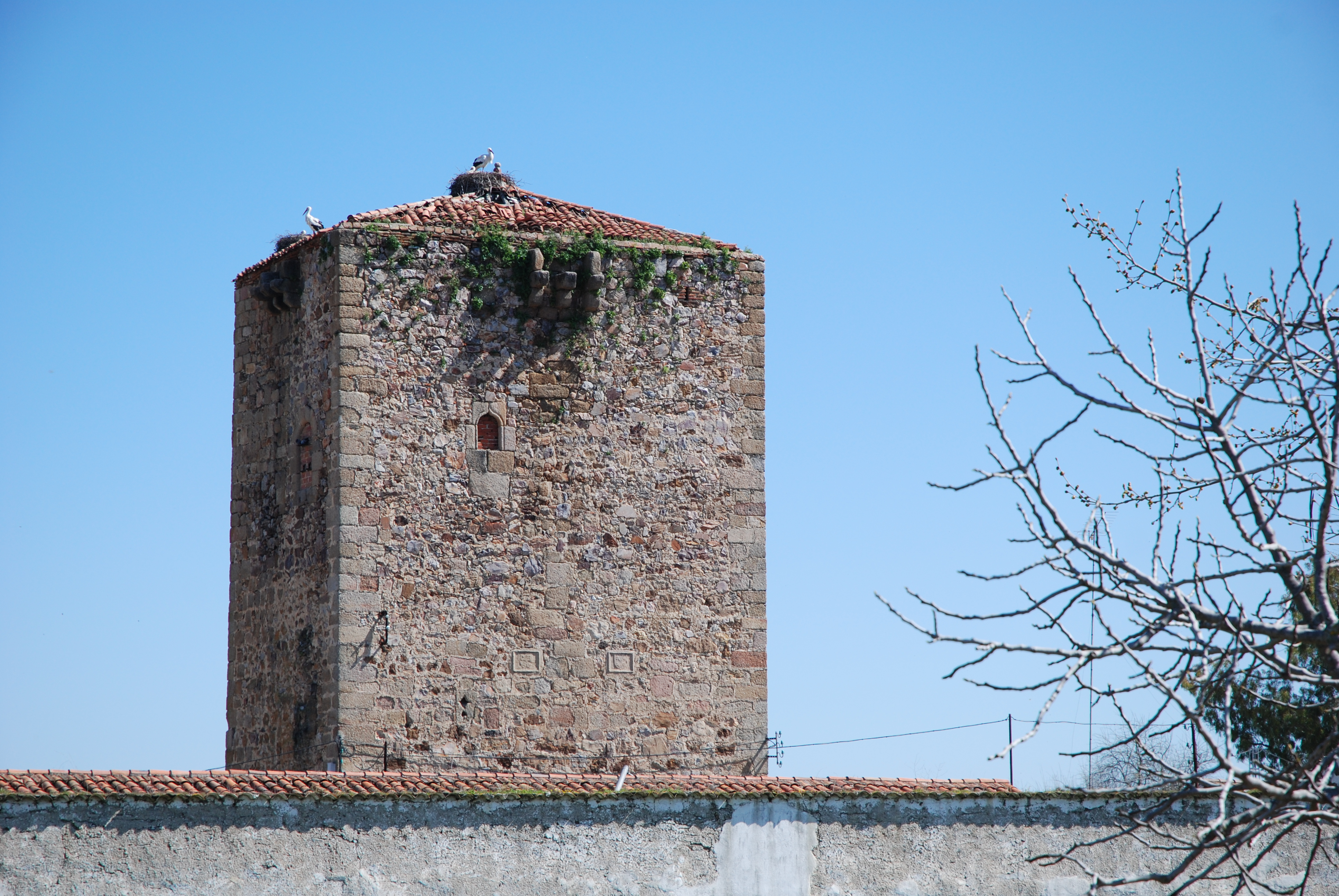
Torre del Homenaje del Castillo de Almaraz.

Se han encontrado en su término municipal restos prehistóricos debido a su cercanía del Tajo.
Los romanos trazaron por esta localidad una calzada romana entre Mérida y Zaragoza, explotaron una mina de plomo y edificaron un puente para cruzar el Tajo.
Los árabes le dieron su nombre («Almaraz» en árabe significa «Encuentro») y fundaron en sus cercanías la fortaleza de Albalat; se piensa que en esta localidad extremeña se reunieron Tarik y Muza. En la Edad Media estuvo ligada al alfoz de Talavera de la Reina y formó parte de las Tierras de Talavera.
En 1305 surgió el señorío de los Almaraz, pero en la actualidad solo se conserva una torre de la fortaleza que se construyó.
Durante la Guerra de Sucesión, pasó por esta villa el rey Felipe V, camino de Portugal. La villa y el puente cayeron en poder de las tropas del pretendiente, archiduque Carlos de Austria.
Esta villa fue de gran importancia en la guerra de la Independencia, puesto que fue lugar estratégico disputado entre españoles-ingleses y franceses. En sus inmediaciones se produjo, en 1812, el combate de Almaraz.
A la caída del Antiguo Régimen la localidad se constituyó en municipio constitucional en la región de Extremadura, desde 1834 quedó integrado en partido judicial de Navalmoral de la Mata. En el censo de 1842 contaba con 90 hogares y 493 vecinos.

## Demografía
Almaraz cuenta con una población de 1615 habitantes (INE 2024).
| Gráfica de evolución demográfica de Almaraz entre 1842 y 2021                                                       |
| |
| Población de derecho según los censos de población del INE Población de hecho según los censos de población del INE |

## Administración y política
En la siguiente tabla se muestran los votos en las elecciones municipales de Almaraz, con el número de concejales entre paréntesis, en las elecciones municipales desde 2003:
| Año  | Año | Populares      | Socialistas   | Izquierda         | Otros                      |
| ---- | --- | -------------- | ------------- | ----------------- | -------------------------- |
| 2003 |     | PP: 259 (2)    | PSOE: 393 (4) | IU-SIEX: 387 (3)  | No hubo más candidaturas   |
| 2007 |     | PP-EU: 481 (5) | PSOE: 354 (3) | No se presentaron | GUIA: 168 (1)              |
| 2011 |     | PP: 734 (6)    | PSOE: 218 (2) | No se presentaron | IDAZ: 204 (1) GUIA: 56 (0) |
| 2015 |     | PP: 623 (5)    | PSOE: 536 (4) | No se presentaron | UPyD: 58 (0)               |

| Periodo   | Nombre                                                              | Partido |
| --------- | ------------------------------------------------------------------- | ------- |
| 1979-1983 | Heliodoro Arjona                                                    | AE      |
| 1983-1987 | Fausto Simón                                                        | PSOE    |
| 1987-1991 | Fausto Simón                                                        | PSOE    |
| 1991-1995 | Tomás Retamosa                                                      | GUIA    |
| 1995-1999 | Tomás Retamosa                                                      | GUIA    |
| 1999-2003 | Tomás Retamosa                                                      | GUIA    |
| 2003-2007 | José Ignacio Parra (hasta 2004) María Sabina Hernández (desde 2004) | PSOE PP |
| 2007-2011 | María Sabina Hernández                                              | PP-EU   |
| 2011-2015 | María Sabina Hernández                                              | PP      |
| 2015-2019 | María Sabina Hernández                                              | PP      |
| 2019-2023 | Juan Antonio Díaz Agraz                                             | PSOE    |

## Economía

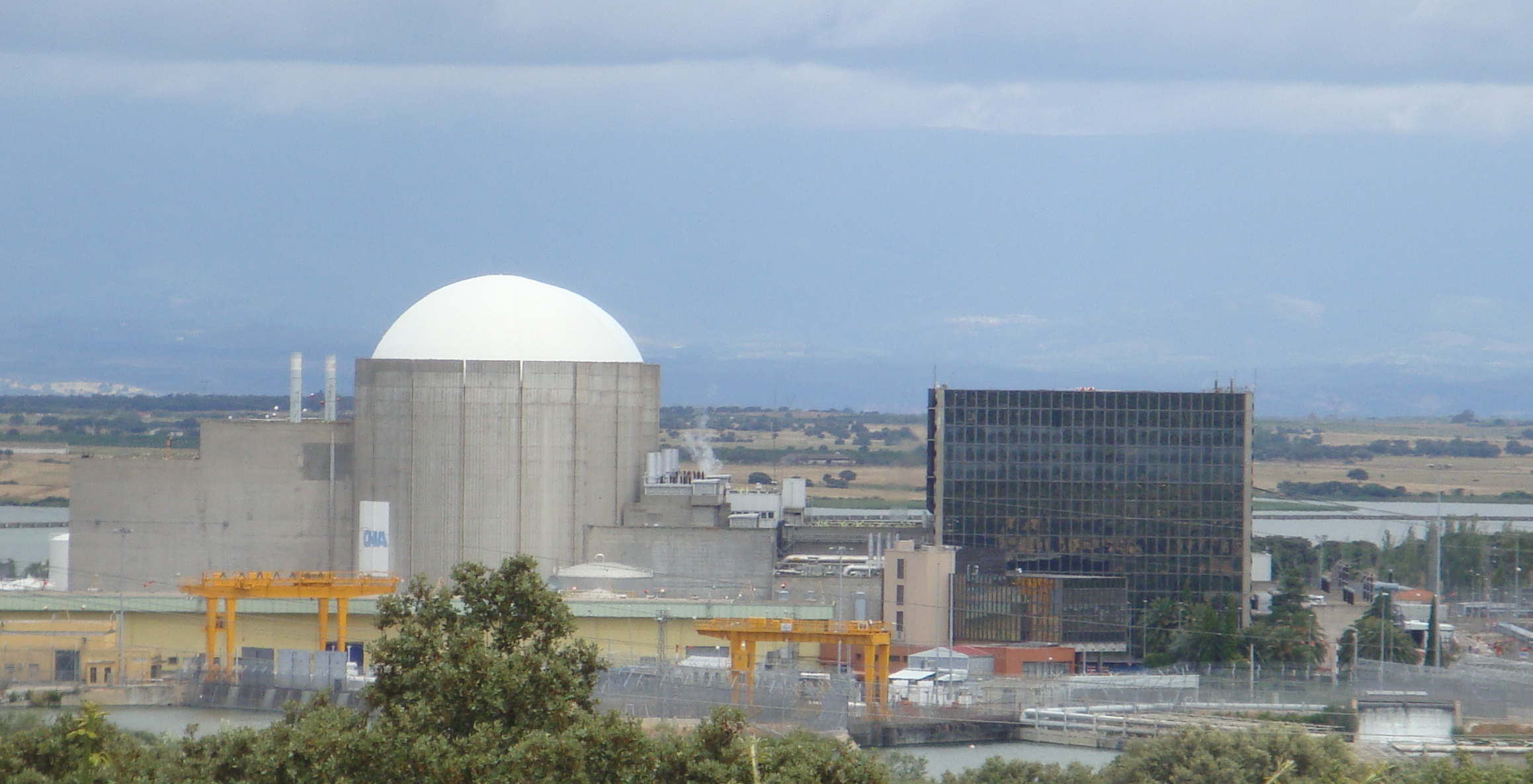
Central Nuclear de Almaraz

El municipio cuenta con la Central nuclear de Almaraz.
Durante la época estival, la piscina municipal se convierte en punto de encuentro de residentes y vecinos de los pueblos cercanos que no dudan en acercarse hasta allí para disfrutar de las instalaciones, hecho que, sin duda, revierte en la economía del pueblo.
En la actualidad, nuevas actividades económicas han surgido. Un ejemplo de ello es el cultivo de olivo, que cuenta con la explotación más extensa de toda la zona y que aspira a llegar a ser un referente del sector olivarero en un futuro próximo.
Otras industrias a señalar son: una fábrica de goteros, otra de pañales y un matadero.
Desde el año 2008 cuenta con una de las plantas de energía solar fotovoltaica más grandes de España, con un capacidad de 22 MWp que fue promovida por OPDE y que es propiedad de múltiples productores de energía que generan energía eléctrica mediante paneles fotovoltaicos. La planta solar de Almaraz ocupa una extensión de 250 ha y cuenta con 2000 seguidores solares a dos ejes, cada uno de ellos de 11 kWp, capaces de generar al año aproximadamente 22 100 kWh/año, lo que da a la planta una capacidad de generación de 44 GWh al año. Esto equivale a la energía consumida al año de 25 000 hogares, suponiendo cuatro personas por hogar.

## Transportes
Por Almaraz pasan o se inician las siguientes carreteras:
| Nombre                        | Lugar de entrada                            | Lugares a los que va |
| ----------------------------- | ------------------------------------------- | --- |
| E-90 A-5 Autovía del Suroeste | Pasa al sureste del pueblo sin entrar en él | Noreste: Navalmoral de la Mata, Talavera de la Reina y Madrid Suroeste: Jaraicejo, Trujillo, Miajadas, Mérida, Badajoz y Lisboa |
| N-V Paseo de la Constitución  | Atraviesa el pueblo de noreste a suroeste   | Carretera secundaria paralela a la autovía A-5                                                                                  |
| CC-17.1                       | Norte del pueblo                            | Norte: Saucedilla y Casatejada                                                                                                  |
| CC-80 Camino de Valdecañas    | Sureste del pueblo                          | Sureste: Valdemoreno y Valdecañas de Tajo                                                                                       |

## Patrimonio
- Castillo de Almaraz;

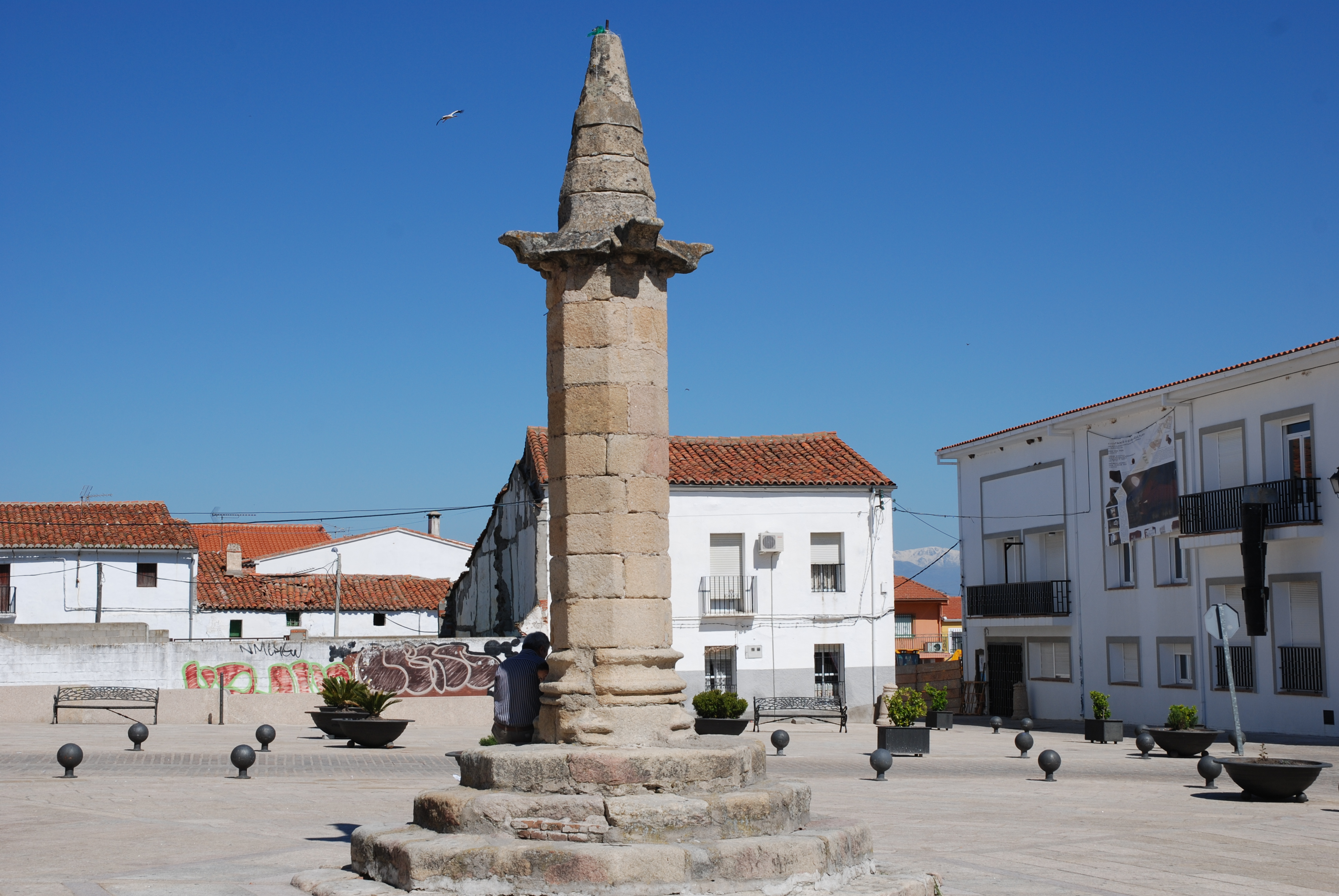
Rollo de justicia de Almaraz.

- Iglesia parroquial católica bajo la advocación de San Andrés Apóstol, en la archidiócesis de Mérida-Badajoz, diócesis de Plasencia, arciprestazgo de Casatejada.[19]
- Ermita de la Virgen de Rocamador.

## Festividades
En Almaraz se celebran las siguientes fiestas:
- Semana Santa
- Romería de la Virgen de Rocamador, el primer domingo de mayo;
- Corpus Cristi;
- San Roque, el 16 de agosto, aunque se hace fiesta una semana entera;
- San Andrés, el 30 de noviembre.